# VPN

Технология VPN

VPN (англ. virtual private network — «виртуальная частная сеть») — обобщённое название технологий, позволяющих обеспечить одно или несколько сетевых соединений поверх чьей-либо другой сети. Несмотря на то, что для коммуникации используются сети с меньшим или неизвестным уровнем доверия (например, публичные сети), уровень доверия к построенной логической сети не зависит от уровня доверия к базовым сетям благодаря использованию средств криптографии (шифрования, аутентификации, инфраструктуры открытых ключей, средств защиты от повторов и изменений передаваемых по логической сети сообщений).
В зависимости от применяемых протоколов и назначения VPN может обеспечивать соединения трёх видов: узел-узел, узел-сеть и сеть-сеть.

## Уровни реализации
Обычно VPN развёртывают на уровнях не выше сетевого, так как применение криптографии на этих уровнях позволяет использовать в неизменном виде транспортные протоколы (такие как TCP, UDP).
В среде Microsoft Windows термином VPN обозначается одна из реализаций виртуальной сети — PPTP, причём, используемая зачастую не для создания частных сетей.
Чаще всего для создания виртуальной сети используется инкапсуляция протокола PPP в какой-нибудь другой протокол — IP (такой способ использует реализация PPTP — Point-to-Point Tunneling Protocol) или Ethernet (PPPoE) (хотя и они имеют различия).
Технология VPN в последнее время[какое?] используется не только для создания частных сетей, но и некоторыми провайдерами «последней мили» на постсоветском пространстве для предоставления выхода в Интернет.
При должном уровне реализации и использовании специального программного обеспечения сеть VPN может обеспечить высокий уровень шифрования передаваемой информации.

## Структура VPN
VPN состоит из двух частей: «внутренняя» (подконтрольная) сеть, которых может быть несколько, и «внешняя» сеть, по которой проходит инкапсулированное соединение (обычно используется Интернет).
Возможно также подключение к виртуальной сети отдельного компьютера.
Подключение удалённого пользователя к VPN производится посредством сервера доступа, который подключён как к внутренней, так и к внешней (общедоступной) сети. При подключении удалённого пользователя (либо при установке соединения с другой защищённой сетью) сервер доступа требует прохождения процесса идентификации, а затем — процесса аутентификации. После успешного прохождения обоих процессов удалённый пользователь (удалённая сеть) наделяется полномочиями для работы в сети, то есть происходит процесс авторизации.

## Классификация VPN

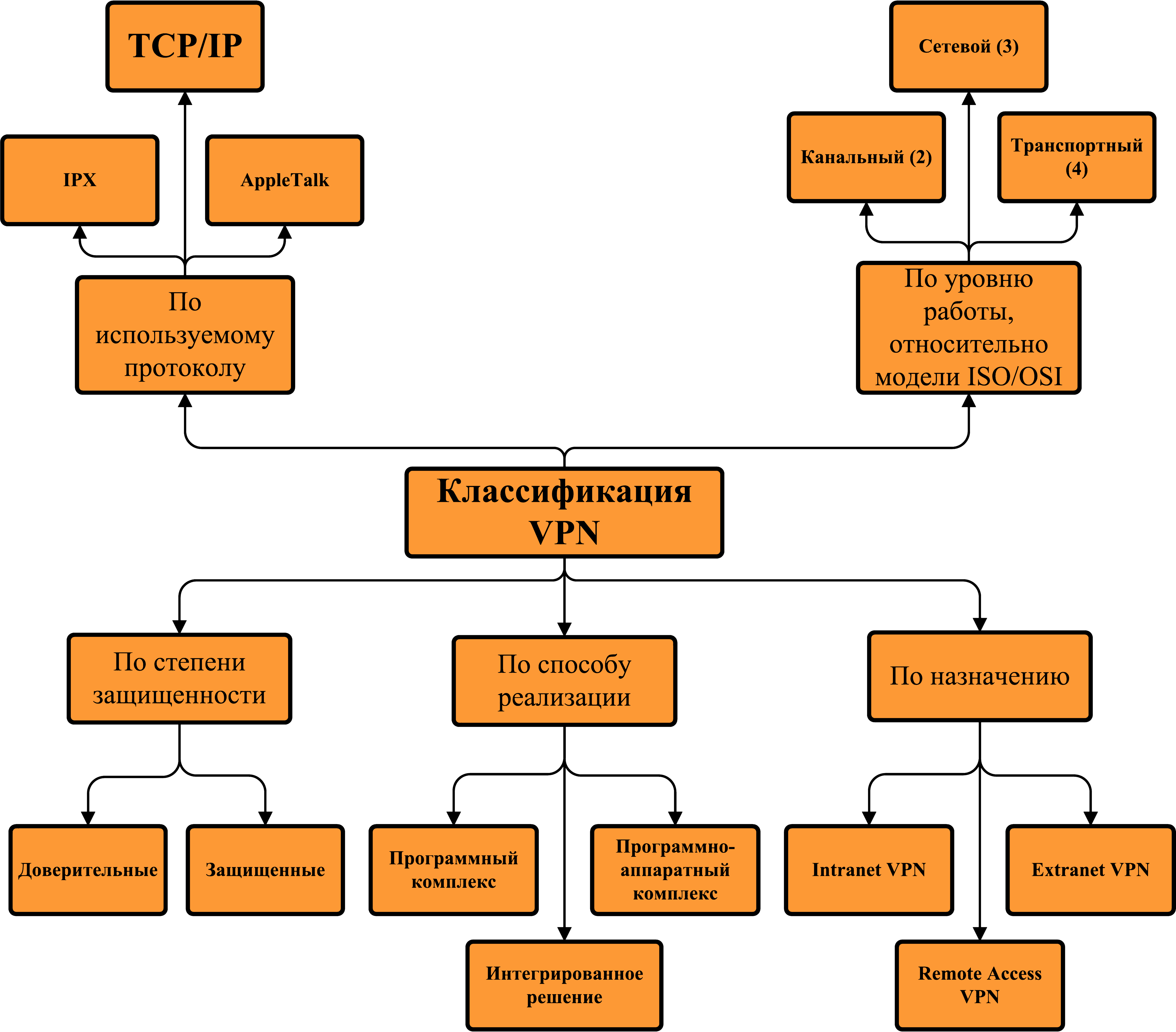
Классификация VPN

Классифицировать решения VPN можно по нескольким основным параметрам:

### По степени защищённости используемой среды
Защищённые
Наиболее распространённый вариант виртуальных частных сетей. С его помощью возможно создать надежную и защищённую сеть на основе ненадёжной сети, как правило, Интернета. Примером защищённых VPN являются: IPSec, OpenVPN и PPTP.
Доверительные
Используются в случаях, когда передающую среду можно считать надёжной и необходимо решить лишь задачу создания виртуальной подсети в рамках большей сети. Проблемы безопасности становятся неактуальными. Примерами подобных решений VPN являются: MPLS (Multi-protocol label switching) и L2TP (Layer 2 Tunnelling Protocol) (точнее будет сказать, что эти протоколы перекладывают задачу обеспечения безопасности на другие, например L2TP, как правило, используется в паре с IPSec).

### По способу реализации
В виде специального программно-аппаратного обеспечения
Реализация сети VPN осуществляется при помощи специального комплекса программно-аппаратных средств. Такая реализация обеспечивает высокую производительность и, как правило, высокую степень защищённости.
В виде программного решения
Используется персональный компьютер со специальным программным обеспечением, обеспечивающим функциональность VPN.
Интегрированное решение
Функциональность VPN обеспечивает комплекс, решающий также задачи фильтрации сетевого трафика, организации сетевого экрана и обеспечения качества обслуживания.

### По назначению
Intranet VPN
Используется для объединения в единую защищённую сеть нескольких распределённых филиалов одной организации, обменивающихся данными по открытым каналам связи.
Remote-access VPN
Используется для создания защищённого канала между сегментом корпоративной сети (центральным офисом или филиалом) и одиночным пользователем, который, работая дома, подключается к корпоративным ресурсам с домашнего компьютера, корпоративного ноутбука, смартфона или интернет-киоска.
Extranet VPN
Используется для сетей, к которым подключаются «внешние» пользователи (например заказчики или клиенты). Уровень доверия к ним намного ниже, чем к сотрудникам компании, поэтому требуется обеспечение специальных «рубежей» защиты, предотвращающих или ограничивающих доступ последних к особо ценной, конфиденциальной информации.
Internet VPN
Используется провайдерами для предоставления доступа к интернету, обычно если по одному физическому каналу подключаются несколько пользователей. Протокол PPPoE стал стандартом в ADSL-подключениях.
L2TP был широко распространён в середине 2000-х годов в домовых сетях: в те времена внутрисетевой трафик не оплачивался, а внешний стоил дорого. Это давало возможность контролировать расходы: когда VPN-соединение выключено, пользователь ничего не платит. Со временем проводной интернет стал более дешёвым или безлимитным, а на стороне пользователя зачастую есть маршрутизатор, на котором включать-выключать интернет не так удобно, как на компьютере. Поэтому L2TP-доступ отходит в прошлое.
Client/server VPN
Этот вариант обеспечивает защиту передаваемых данных между двумя узлами (не сетями) корпоративной сети. Особенность данного варианта в том, что VPN строится между узлами, находящимися, как правило, в одном сегменте сети, например, между рабочей станцией и сервером. Такая необходимость очень часто возникает в тех случаях, когда в одной физической сети необходимо создать несколько логических сетей. Например, когда надо разделить трафик между финансовым департаментом и отделом кадров, обращающихся к серверам, находящимся в одном физическом сегменте. Этот вариант похож на технологию VLAN, но вместо разделения трафика используется его шифрование.

### По типу протокола
Существуют реализации виртуальных частных сетей под TCP/IP, IPX и AppleTalk. Но на сегодняшний день наблюдается тенденция к всеобщему переходу на протокол TCP/IP, и абсолютное большинство решений VPN поддерживает именно его. Адресация в нём чаще всего выбирается в соответствии со стандартом RFC5735, из диапазона приватных сетей TCP/IP.

### По уровню сетевого протокола
По уровню сетевого протокола на основе сопоставления с уровнями эталонной сетевой модели ISO/OSI.

### VPN-соединение на маршрутизаторах
С ростом популярности VPN-технологий многие пользователи стали активно настраивать VPN-соединение на маршрутизаторах ради увеличения безопасности в сети. VPN-соединение, сконфигурированное на маршрутизаторе, шифрует сетевой трафик всех подсоединённых устройств, в том числе и тех, которые не поддерживают VPN-технологий.
Многие маршрутизаторы поддерживают VPN-соединение и имеют встроенный VPN-клиент. Существуют маршрутизаторы, для которых требуется программное обеспечение с открытым исходным кодом, такое как DD-WRT, OpenWrt и Tomato, для того, чтобы поддерживать протокол OpenVPN.

## Уязвимости
Использование технологии WebRTC, которая по умолчанию включена во многих популярных браузерах, позволяет третьей стороне определить реальный публичный IP-адрес устройства, работающего через VPN. Это является прямой угрозой для конфиденциальности, поскольку, зная настоящий IP-адрес пользователя, можно однозначно идентифицировать его в сети. Для предотвращения утечки адреса рекомендуется либо полностью отключить WebRTC в настройках браузера, либо установить специальное дополнение или конфиденциально-ориентированный браузер (например, LibreWolf).
VPN уязвимы для атаки, называемой дактилоскопией трафика веб-сайта. Очень кратко: это пассивная атака перехвата; хотя противник только наблюдает зашифрованный трафик с VPN, он всё ещё может догадаться, какой веб-сайт посещается, потому что все веб-сайты имеют определённые шаблоны трафика. Содержание передачи по-прежнему скрыто, но к какому веб-сайту он подключается, больше не является секретом.
20 июля 2020 года в интернете обнаружились данные 20 млн пользователей бесплатных VPN-сервисов, среди которых могут быть как минимум десятки тысяч россиян. На незащищённом сервере находятся данные приложений UFO VPN, Fast VPN, Free VPN, Super VPN, Flash VPN, Secure VPN и Rabbit VPN, в том числе электронные адреса, незашифрованные пароли, IP- и домашние адреса, данные о моделях смартфонов и идентификаторы устройств пользователей.

## Примеры VPN
- IPSec (IP security) — часто используется поверх IPv4.
- PPTP (point-to-point tunneling protocol) — разрабатывался совместными усилиями нескольких компаний, включая Microsoft.
- PPPoE (PPP (Point-to-Point Protocol) over Ethernet)
- L2TP (Layer 2 Tunneling Protocol) — используется в продуктах компаний Microsoft и Cisco.
- L2TPv3 (Layer 2 Tunneling Protocol version 3).
- OpenVPN SSL — VPN с открытым исходным кодом, поддерживает режимы PPP, bridge, point-to-point, multi-client server.
- FreeLAN SSL P2P — VPN с открытым исходным кодом[13].
- Hamachi — программа для создания одноранговой VPN-сети.
- NeoRouter — zeroconf (не нуждающаяся в настройке) программа для обеспечения прямого соединения компьютеров за NAT, есть возможность выбрать свой сервер.

Многие крупные провайдеры предлагают свои услуги по организации VPN-сетей для бизнес-клиентов.

## В России
В России, по данным британской исследовательской компании GWI, до начала российского вторжения на Украину в феврале 2022 года Россия занимала 40-е место в мире по числу пользователей VPN. К ноябрю того же года доля пользователей VPN составляет почти половину россиян; большую часть пользователей VPN составляют жители городов, однако и в сельских районах доля пользователей составляет около 20 % населения.
Примерно в это же время Роскомнадзор разворачивает активную борьбу против VPN-сервисов, многие из которых блокируются через системы противодействия киберугрозам — ТСПУ (до конца 2023 года весь интернет-трафик в России начнет проходить через ТСПУ, не подключившиеся к нему провайдеры  получат штрафы и могут быть привлечены к уголовной ответственности) и вынуждены покинуть рынок. Хотя некоторые из зарубежных VPN-провайдеров до сих пор работают в России.
В июле 2024 года, по требованию Роскомнадзора, Apple удалила из российского App Store 25 VPN-сервисов, в числе которых NordVPN, Proton VPN, PIA VPN и другие.
10 апреля 2025 года Роскомнадзор рекомендовал владельцам российских VPN отказаться при передаче данных от иностранных протоколов шифрования, а в случае технической необходимости их использования обратиться с заявлением в Центр мониторинга и управления сетью связи общего пользования (ЦМУ ССОП).
Также, по состоянию на июнь 2025 г, Роскомнадзор почти полностью заблокировал через ТСПУ популярные протоколы, такие как WireGuard, OpenVPN и Shadowsocks. Исправно работают протоколы VLESS, Trojan, Hysteria2.